# پهن‌نوک غبغبک‌دار
پهن‌نوک غبغبک‌دار (نام علمی: Eurylaimus steerii) نام یک گونه از تیره پهن‌نوکان نمادین است.